# Ghia Nodia

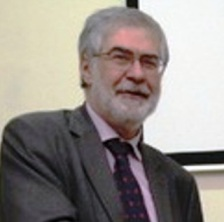
Ghia Nodia em 2011

Ghia Nodia (em georgiano:  გია ნოდია) (nascido em 1954 na Rússia) é um analista político georgiano que serviu como Ministro da Educação e Ciência no Gabinete da Geórgia entre 31 de janeiro de 2008 e 10 de dezembro de 2008. 
Nodia se formou em 1976 no Departamento de Filosofia e Psicologia na Universidade Estadual de Tbilisi (TSU) e trabalhou no Instituto de Filosofia da Academia Nacional de Ciências da Geórgia de 1980 a 2001. Foi professor na TSU, na Ilia State University e em centros do Ocidente. Desde 1992, preside o Caucasus Institute for Peace, Democracy and Development, centro de pesquisa independente em Tbilisi. Atualmente é Diretor da Escola Internacional de estudos do Cáucaso na Ilia State University. 
Foi membro entre 2016-17 do National Endowment for Democracy em Washington, D.C.